# Австро-німецька окупація України (1918)

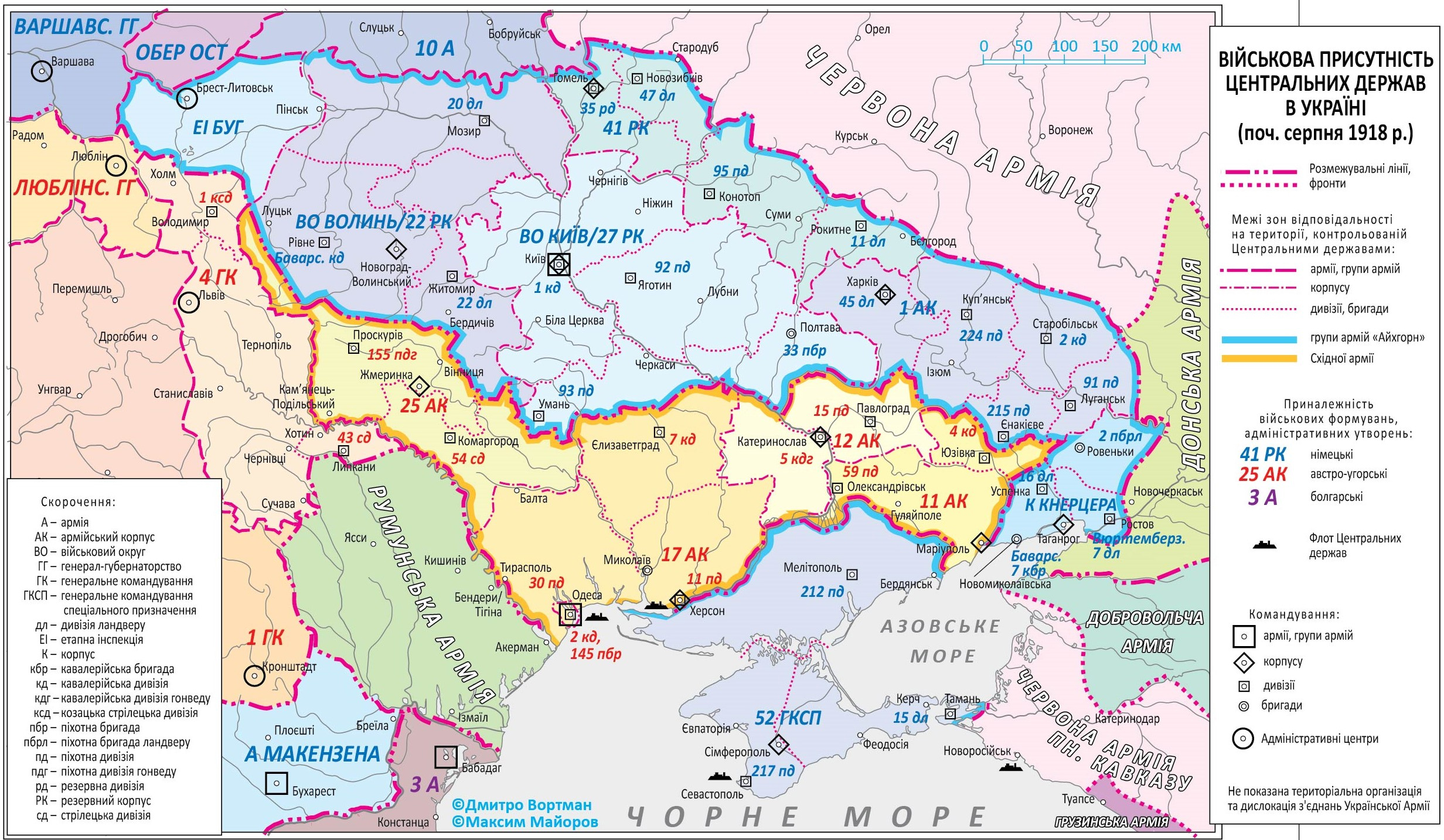
Дислокація військ Центральних держав в Україні. Початок серпня 1918.

Австро-німецька окупація України (у джерелах також іноді Контроль австро-німецьких військ над територією України) — окупація території України військами кайзерівської Німеччини та Австро-Угорської монархії протягом березня — листопада 1918. Здійснювалася армійськими підрозділами Німеччини та Австро-Угорщини протягом березня—листопада 1918 року. Була вирішальним чинником перебігу тогочасного внутрішньо- та зовнішньополітичного життя України.

## Хід подій
Відчуваючи хиткість і непевність свого становища у протиборстві з прорадянськими силами, уряд Української Народної Республіки звернувся 12 лютого 1918 року до німецької сторони з проханням ввести на територію України німецькі війська, з допомогою яких він сподівався зберегти державність, розв'язати деякі проблеми державного будівництва.
Маючи свої інтереси в Україні, а саме — вивезення з її території різних товарів, продовольства та сировини, німецький уряд відразу відгукнувся на прохання української сторони. 18 лютого 1918 німецькі війська почали просуватися на територію України. 27 лютого їх підтримали частини австро-угорської армії. Загальна кількість німецьких і австро-угорських військ становила 450 тисяч солдатів та офіцерів. В авангарді німецьких підрозділів йшли нечисленні українські військові частини. До кінця квітня 1918 вся територія України опинилася під контролем німецької та австро-угорської армій. На сході окупаційна зона була обмежена лінією Батайськ—Дон—Сіверський Донець—Дьогтево—Осиповка—Новобіла—Валуйки—Грушевка—Бєлгород—Суджа—Рильськ. До сфери впливу Австро-Угорщини за домовленістю від 29 березня 1918 між німецькою та австро-угорською сторонами входили частина Волині, Подільська, Херсонська та Катеринославська губернії. Управління й експлуатація вугільних і металургійних регіонів були обопільними. Решту губерній і Крим займали німецькі війська. Залізничний і водний транспорт на всій території України перебував під контролем нім. командування.
У зверненні Української Центральної Ради 11 березня 1918 до українського народу та заяві представників союзного командування в Україні військова присутність іноземних держав трактувалась як дружня акція допомоги, наголошувалось на невтручанні німців у внутрішні справи України.
Командування німецьких і австро-угорських військ досить швидко зрозуміло слабкість УЦР та безперспективність, з його погляду, співпраці з нею. Нездатність УЦР керувати внутрішньополітичною ситуацією в Україні та виконати обіцянки щодо постачання центральним державам хліба і сировини призвели до того, що німецьке та австро-угорське командування почало активно й безпосередньо втручатися у внутрішні справи УНР. Наказ головнокомандувача німецькими військами генерала-фельдмаршала Г. Ейхгорна від 6 квітня 1918 у справі засіву полів, виданий без попереднього узгодження з українським урядом, був втручанням у внутрішні справи УНР, так само як і наказ від 25 квітня щодо запровадження в Україні німецьких військово-польових судів. 23 квітня 1918 між УНР та Німеччиною та Австро-Угорщиною укладено господарський договір. Україна брала зобов'язання поставити центральним державам 60 млн пудів зерна, 400 млн штук яєць, значну кількість іншого продовольства й сировини. Зі свого боку, німецька та австро-угорська сторони мали постачати в Україну сільськогосподарські машини та паливо. В умовах присутності іноземних військ на території України такі відносини не могли бути рівноправні. Частину сировини й матеріальних цінностей німецькі та австро-угорські війська вивозили з України як військову здобич.
При безпосередній підтримці німецького командування 29 квітня здійснено державний переворот, наслідком якого стало усунення УЦР й проголошення Української Держави. Вирішальним чинником і опорою існування режиму Павла Скоропадського були німецькі та австро-угорські війська.
Австро-німецький військовий контроль над територією України, крім негативних, мав для України й позитивні наслідки. Австро-німецькі війська були підпорою встановленого в Україні державного ладу, певною мірою перешкоджали здійсненню великодержавницьких планів і соціально-економічних експериментів більшовиків в Україні та в цьому сенсі виконували роль стабілізуючого фактора. Німеччина, згідно з 4-ю статтею Брестського мирного договору РСФРР з державами Четверного Союзу 3 березня 1918, наклала на Росію примусові зобов'язання щодо визнання за Україною права на самовизначення, чинності влади УЦР, умов мирного договору УНР з центральними державами, укладення українсько-російського мирного договору, звільнення української території від формувань Червоної гвардії тощо.
З поразкою Німеччини у Першій світовій війні австро-німецькі війська були виведені з території України після листопада 1918 року. В результаті антигетьманського повстання 1918 влада в Україні перейшла до Директорії УНР.